# Aja & Toni Eberle
Aja & Toni Eberle ist ein österreichisches Duo, bestehend aus Alexandra „Aja“ Eberle-Zischg und Toni Eberle. Das Duo gewann 2008 den „Voice & Guitar“-Wettbewerb.

## Geschichte
Das Duo Aja & Toni Eberle wurde 2004 von Alexandra „Aja“ Eberle-Zischg (*  1977 in Lustenau; Gesang) und Toni Eberle (* 1960 in Bregenz; Gitarre) gegründet. Ihr erstes Album Beleza erschien 2006. Das Duo gewann 2008 den internationalen Wettbewerb „Voice & Guitar“ und waren 2009 für die USA Songwriting Competition nominiert.
2009 erschien das Album It’s a Duo Thing über Zappel Music (Medienvertrieb Heinzelmann). 2014 folgte Sweet Dreams.

## Stil
Musikalisch präsentiert sich das Duo als rein akustische Band. Aja übernimmt dabei den Gesang, während Toni Eberle die restlichen Instrumente spielt. Dabei interpretiert die Band sowohl Coverversionen als auch eigene Stücke. Musikalisch bewegt sich das Duo zwischen Jazz, Blues, Pop und Soul.

## Weitere Projekte
Sowohl Aja als auch Toni Eberle sind Dozenten am Jazzseminar Dornbirn. Aja unterrichtet außerdem am Landeskonservatorium Tirol Jazzgesang. Beide betreiben das gemeinsame Projekt Aja Soul Group mit weiteren Musikern. Eberle betreibt mehrere weitere Projekte.

## Diskografie
Alben
- 2006: Beleza (office4music.com/Art Mode Records)
- 2009: It's a Duo Thing (Zappel Music/Medienvertrieb Heinzelmann)
- 2014: Sweet Dreams (KlangfaBrik)